# Sainte-Gemme (Gironde)
Sainte-Gemme település Franciaországban, Gironde megyében. Lakosainak száma 193 fő (2022. január 1.). Sainte-Gemme Monségur, Fossès-et-Baleyssac, Saint-Michel-de-Lapujade, Saint-Sulpice-de-Guilleragues és Saint-Vivien-de-Monségur községekkel határos.

## Népesség
A település népessége az elmúlt években az alábbi módon változott:
| Lakosok száma | 265  | 208  | 189  | 217  | 239  | 202  | 186  | 190  | 192  | 193  |
|               | 1968 | 1982 | 1990 | 2006 | 2013 | 2015 | 2017 | 2019 | 2020 | 2022 |